# Шансевре
Шансевре (фр. Champcevrais) насеље је и општина у источном делу централне Француске у региону Бургоња, у департману Јон која припада префектури Осер.
По подацима из 2011. године у општини је живело 347 становника, а густина насељености је износила 10,6 становника/km². Општина се простире на површини од 32,73 km². Налази се на средњој надморској висини од 195 метара (максималној 206 m, а минималној 153 m).

## Демографија
| 1962. | 1968. | 1975. | 1982. | 1990. | 1999. | 2011. |
| ----- | ----- | ----- | ----- | ----- | ----- | ----- |
| 514   | 501   | 466   | 359   | 343   | 344   | 347   |

График промене броја становника у току последњих година